# Zálesí (Neustupov)
Zálesí (Duits: Sales of Sales bei Neustupau) is een Tsjechische plaats in de gemeente Neustupov, regio Midden-Bohemen, en maakt deel uit van het district Benešov. Het dorp ligt op 2,5 kilometer afstand van Neustupov.
Zálesí telt 2 inwoners (2021).

## Geschiedenis
De eerste schriftelijke vermelding van het dorp dateert van 1378.
Sinds 1960 is Zálesí ondergebracht bij het district Benešov.

## Verkeer en vervoer

### Autowegen
Er leidt een regionale weg naar het dorp.

### Spoorlijnen
Er is geen station in Zálesí. Het dichtstbijzijnde station is in Votice, op zo'n tien kilometer afstand. Dat station ligt aan spoorlijn 220 van Praag naar Tábor.

### Buslijnen
Er is geen bushalte in het dorp. De dichtstbijzijnde bushalte is in Neustupov, op zeven kilometer afstand.

## Galerij

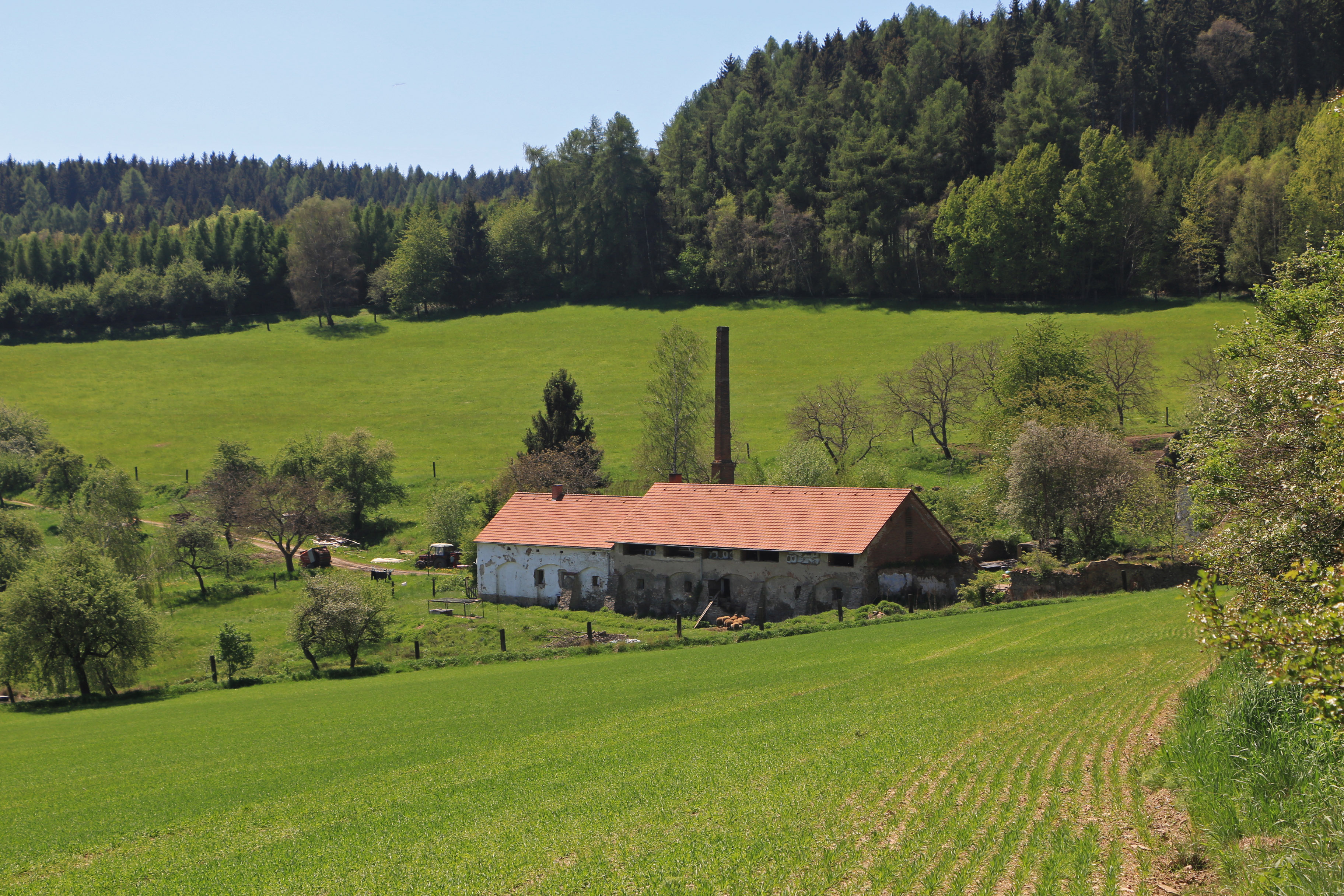
Boerderij aan de noordkant (2017)